# Luis Atienza
Luis María Atienza Serna, né le 30 août 1957 à Trespaderne, est un homme politique espagnol, membre du Parti socialiste ouvrier espagnol (PSOE).
Après avoir été conseiller à l'Économie du gouvernement basque, entre 1989 et 1991, il est nommé haut fonctionnaire du ministère de l'Agriculture, puis du ministère de l'Industrie en 1993. L'année suivante, il devient ministre de l'Agriculture. Après les élections de 1996, il se retire de la politique, faisant un bref retour en 2000. Nommé président de Réseau électrique d'Espagne en 2004, il est remplacé en 2012.

## Biographie

### Jeunesse et formation
Né dans la province de Burgos, au nord de la Vieille-Castille, il est envoyé par son père au séminaire jésuite de Comillas, en Cantabrie. Il préfère toutefois passer son baccalauréat, puis suit un cursus de sciences économiques à l'université de Deusto, au Pays basque, où il aura comme professeur Juan Manuel Eguiagaray. Il devient professeur adjoint de structure et politique économiques en 1978, puis rejoint Bruxelles, comme fonctionnaire européen, en 1983. 

### Débuts politiques basques
Le 14 février 1989, il est nommé conseiller à l'Économie et à la Planification du gouvernement régional du Pays basque, dans le cadre d'une coalition entre le Parti nationaliste basque (EAJ/PNV) et le Parti socialiste du Pays basque-PSOE (PSE-PSOE). À l'occasion des élections régionales du 28 octobre 1990, il est élu député régional de Biscaye au Parlement basque, la coalition au pouvoir n'étant cependant pas reconduite.

### Haut responsable ministériel
Il est choisi, le 23 avril 1991, comme secrétaire général des Structures agricoles du ministère de l'Agriculture, de la Pêche et de l'Alimentation par le nouveau ministre, Pedro Solbes. Il est relevé de ses fonctions le 31 juillet 1993, pour devenir secrétaire général de l'Énergie et des Ressources minérales du ministère de l'Industrie et de l'Énergie, dirigé par Juan Manuel Eguiagaray.

### Ministre et fin de carrière
Le 6 mai 1994, Luis Atienza est nommé ministre de l'Agriculture, de la Pêche et de l'Alimentation en remplacement de Vicente Albero, convaincu de fraude fiscale, devenant le benjamin du gouvernement, à seulement 36 ans. Contraint de quitter ses fonctions exactement deux ans plus tard, avec l'arrivée au pouvoir du Parti populaire (PP), il se retire un temps de la vie politique. À l'occasion du XXXVe congrès fédéral du PSOE, il est nommé, en mai 2000, directeur de campagne de Rosa Díez, candidate au poste de secrétaire générale. Toutefois, Díez ne remporte que 65 voix, soit 6,55 % des voix, lors du vote du 22 juillet.
Après le retour au pouvoir du PSOE, en avril 2004, il est nommé président de la société Réseau électrique d'Espagne. Cette nomination crée la polémique, mais il obtient le soutien du nouveau ministre de l'Économie et des Finances, Pedro Solbes, qui rappelle que c'est à l'actionnaire majoritaire de choisir le dirigeant de l'entreprise. Il est remplacé, le 8 mars 2012, par José Folgado, trois mois après la victoire du PP aux élections générales.